# ♁

Der mit einem Kreuz überhöhte Kreis

Das Symbol ♁ ist allgemein bekannt als Zeichen für Erde und Kirche. Ihre Geschichte ist aber durchaus wechselhaft. Übliche Namen sind etwa Kreuz auf der Weltkugel oder Kugelkreuz.

## Geschichte
Die Zeichen , der Kreis, und , das gemeine, vierarmig-symmetrische Kreuz gehören zu den elementaren graphischen Zeichen und finden sich einzeln von Anfang an und kombiniert schon als Petroglyphen im Magdalénien der ausgehenden Eiszeit (Mittelsteinzeit), als die Zeichen des Menschen zunehmend zu abstrahieren beginnen. Sie werden dann als Radkreuz  oder Sonnenrad  bezeichnet und finden sich etwa als ägyptische, minoische, oder altchinesische Glyphe, aber auch in Mittelamerika.
Der Kreis wird in vielen Kulturen als Glorienschein (Nimbus) gedeutet und wird in der christlichen Symbolik ab dem 2. Jahrhundert zum Heiligenschein. Dabei ist er in Christusdarstellungen durchwegs in Form des Radkreuzes als Kreuznimbus ausgeführt. Weil der untere Balken vom Kopf des Glorienträgers verdeckt ist, verliert sich der untere Balken und es entsteht der dreibalkige Kreuznimbus als ikonographisches Symbol des Christus.
Daneben wird der Kreis auch als Sinnbild der Sonne oder gemäß dem Weltbild der Antike als orbis terrarum als der Erdkreis gedeutet. Mit dem Mittelalter – nach Isidor, Bischof von Sevilla (um 560–636) – verbreitet sich eine Kartendarstellung der Erde, die TO-Karte oder Radkarte genannt wird, und die Form des nimbierten Tau-Kreuzes wird allgemein das Bild der Erde, oftmals mit einem zusätzlichen Punkt, der Jerusalem als Mitte der Welt repräsentiert. Später stellt sich das Zeichen auf den Kopf, weil Rom zum neuen Machtzentrum wird.

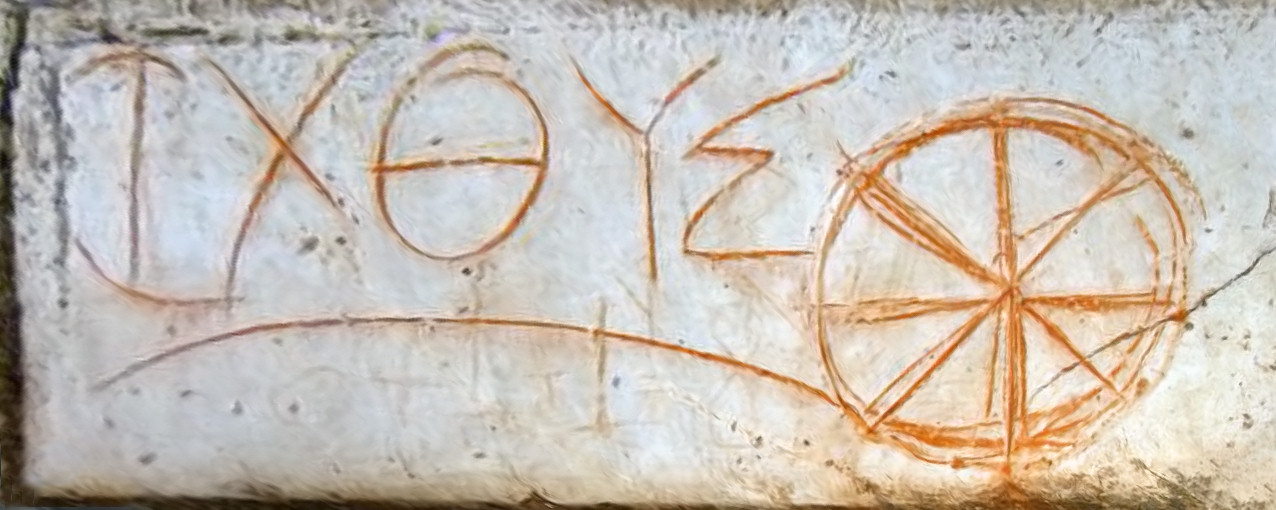
ΙΧθΥΣ und Radkreuz, frühchristliches Graffiti, Ephesus

Das alte Emblem des Christentums bleibt bis ins 5. Jahrhundert das Christusmonogramm , das nimbiert als Medaillon, und vereinfacht auch als sechsspeichiges Rad und sogar als acht- oder vierspeichiges Radkreuz Darstellung findet – etwa auf frühchristlichen Sarkophagen. Erst nach Ende der Antike wird das Kreuz Zeichen des Christentums, und zwar zuerst das griechische Kreuz, ein gemeines Kreuz (das heutige lateinische Kreuz ist jünger). Seit dieser Zeit ist das Weihekreuz Apostel- und päpstliches Kreuz.
Im Laufe des früheren Mittelalters, beginnen die drei Symbolkomplexe zu verschmelzen, und „Christus als Herr der Welt“ wird dargestellt mit dem von einem Kreuz überhöhten nimbierten Taukreuz oder Radkreuz. Als die Nachfolgerschaft Christi endgültig auf den Bischof von Rom übergeht, geht dieses Zeichen auch auf den päpstlichen Stuhl über. Mit dem Abkommen von der Radkarte, aber auch dem Durchsetzten des einfachen Glorienscheins gegen Ende des Mittelalters bildet sich dann endlich das heute noch gebräuchliche Zeichen.

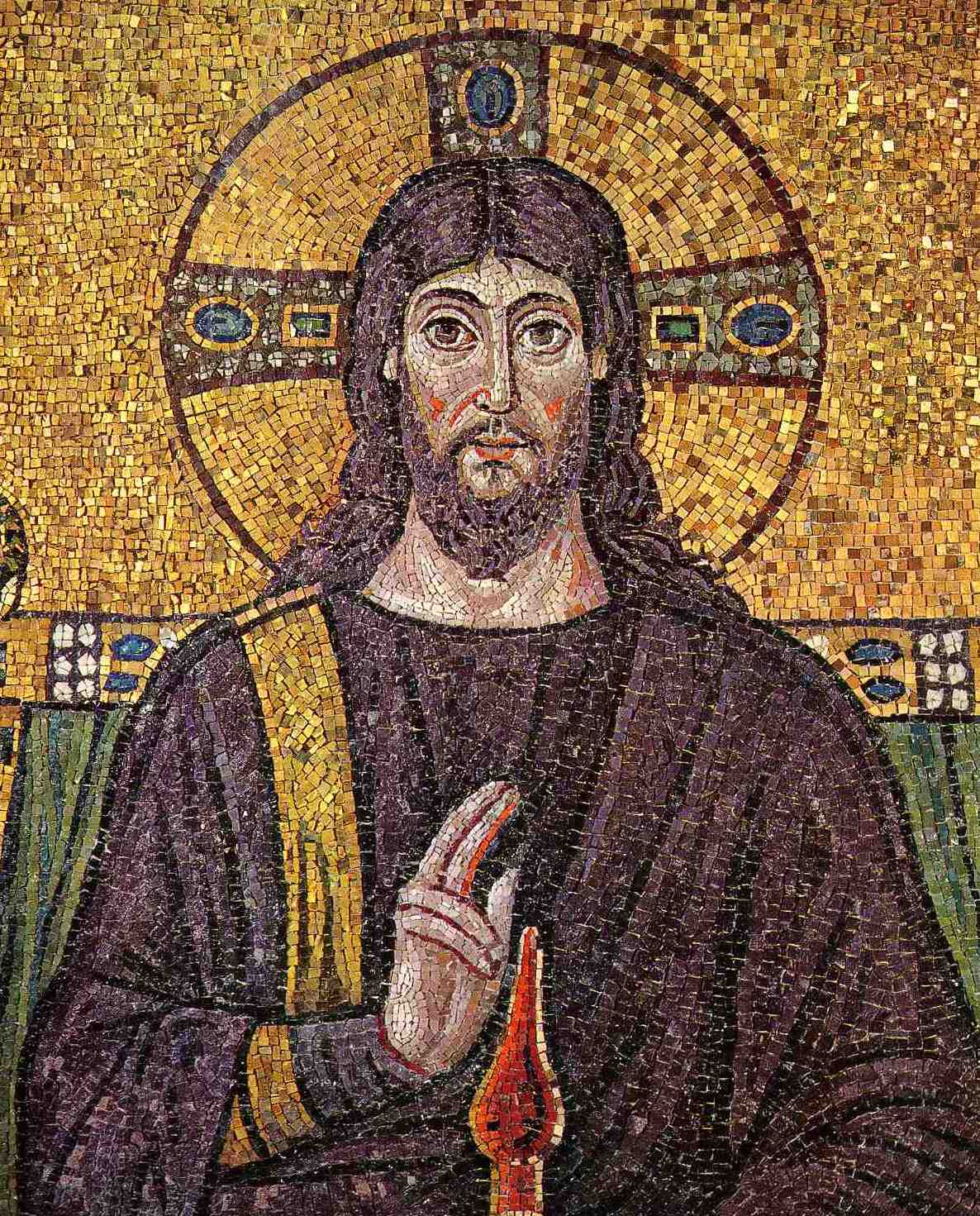
Christus Pantocrator, Mosaik, San Apollinare Nuovo, Ravenna, 6. Jh.
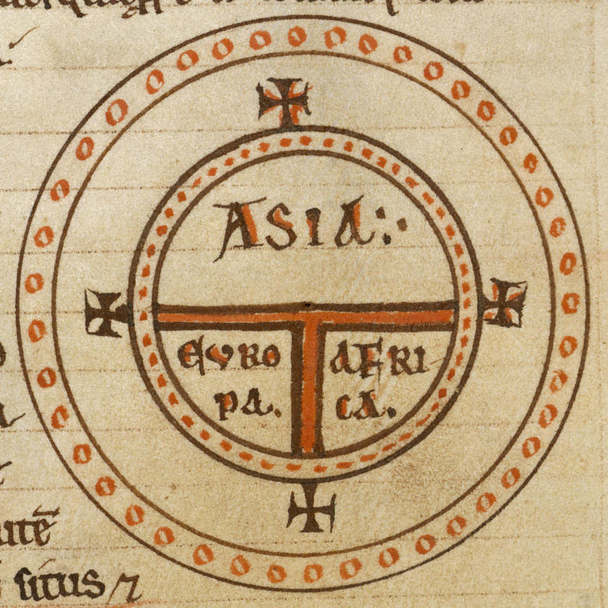
Mappa mundi, nach Isidor von Sevilla (7. Jh.), Manuskript des 12. Jh., British Library
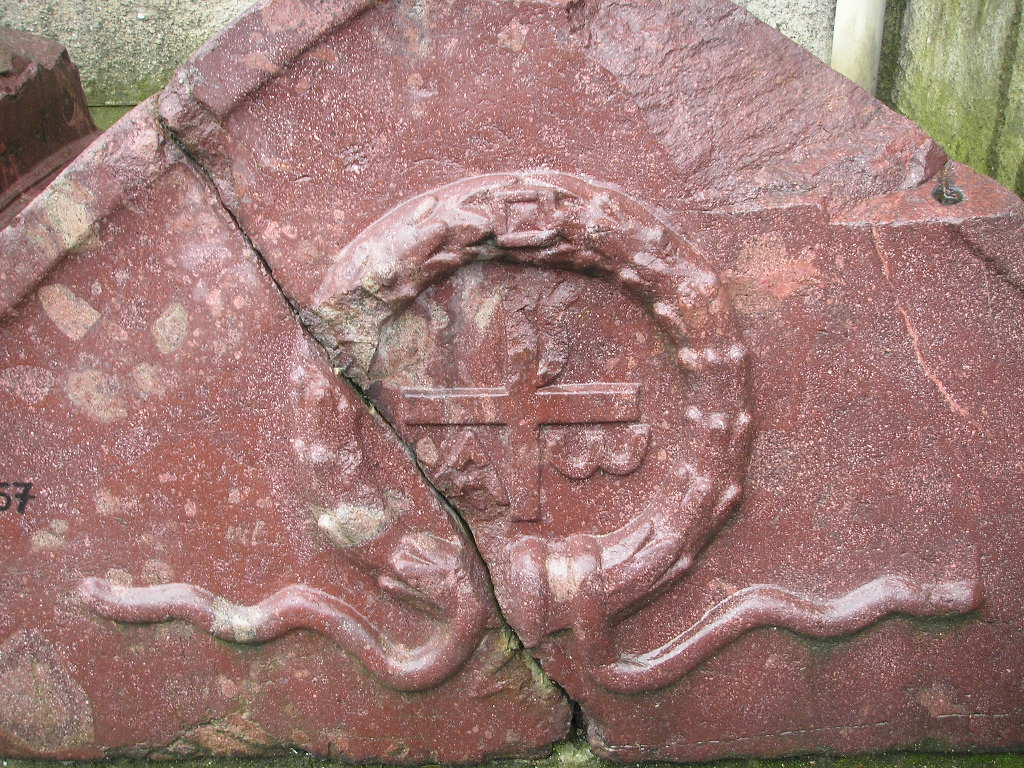
Kaisersarkophag, byzantinisch, Archäologisches Museum Istanbul
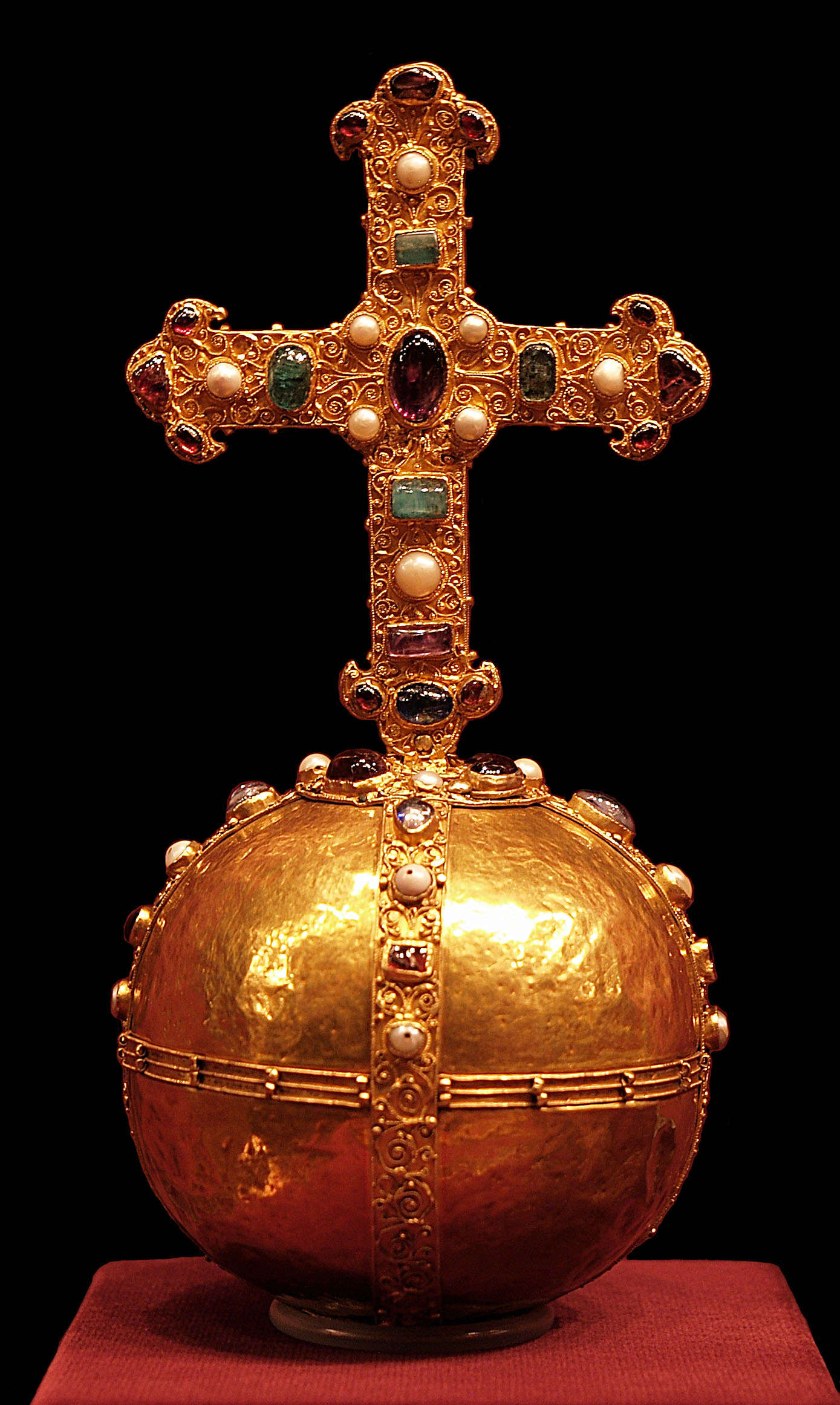
Reichsapfel, Reichskleinod des Heiligen Römischen Reiches, vor 1191
Im Wappen von Garlstedt als Zeichen für  Kloster Osterholz und Kloster Lilienthal, die in der Ortsgeschichte eine wichtige Rolle spielten

## Heutige Verwendung

### Astronomisches und Astrologisches Symbol
wie auch  stehen in der Astronomie für die Erde als Himmelskörper. In der frühen Astrologie kann ein Symbol der Erde nicht vorkommen, weil die Erde in diesem Weltbild kein Himmelskörper ist, und nicht dargestellt wird: Das erstere Zeichen symbolisiert die ‚Mitte‘ im geozentrischen Weltbild. Die heutige Verwendung auch in der Astrologie für Erde übernimmt das astronomische Kürzel.
 in der Astrologie ist ein Symbol für den hypothetischen Planeten Proserpina. Es wird von bestimmten polnischen Astrologen als Symbol für den 2005 entdeckten Zwergplaneten (136199) Eris verwendet, die glauben, dass Eris die vorhergesagte Proserpina ist.

### Religiöse Embleme und Heraldik

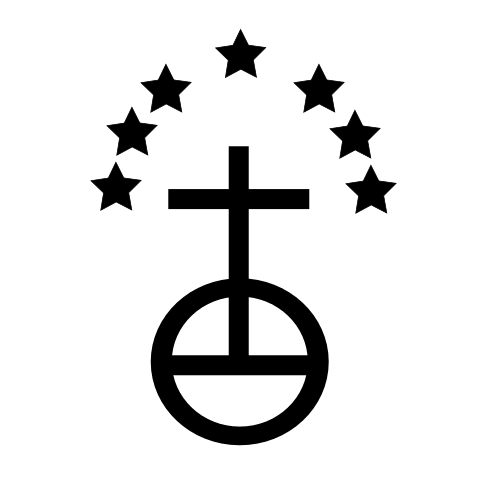
Emblem des Kartäuserordens

Das Zeichen ist auch in der christlichen Heraldik verbreitet:
- Aus dem Ikon Christi des Herrn der Welt entwickelt sich der Reichsapfel – hier finden sich sowohl auf dem Reichsapfel des Heiligen Römischen Reiches mit seinen aufgelegten Bändern, wie auch in heraldischen Bildern Radkreuz- und Taukreuzformen wieder.
- Es findet sich in der ursprünglicheren Fassung etwa auch im Wappen der Kartäuser: Stat crux, dum volvitur orbis (‚Das Kreuz steht fest, während die Welt sich dreht‘).
- Das Logo der deutschen Arbeitsgemeinschaft der Evangelischen Jugend verwendet seit dem Zweiten Weltkrieg das einfache, modernere Zeichen. Es findet sich so bei vielen evangelischen Organisationen, und als Goldenes Kugelkreuz als Auszeichnung.

Daneben bleibt  allgemein Symbol für Kirche und steht in der Legende von Karten für Kirchengebäude.

### Alchemie
Die Alchemie verwendet für Erde (als Element der Vier-Elemente-Lehre) aber das Zeichen ,  steht für Antimon, eine geschätzte Basis für die Herstellung mineralischer Elemente, quergestrichen auch für Zinnober. Sie folgt hier in keiner Weise der christlich belegten Symbolik; die Wurzeln der alchemistischen Kurzschreibweise sind aber durchwegs unklar, so dass nicht bekannt ist, welche Motivation den Zeichen für Antimon und ähnlichen graphischen Zeichen zugrunde liegt.

## Zeichencodierung
Das Zeichen findet sich als ♁ U+2641 (9793 dezimal) EARTH im Unicode-Block Verschiedene Symbole. Neben der Form , die in der Zeichentabelle des Unicode-Standards verwendet wird, finden sich auch Fonts, die diesem Zeichen andere Formen, wie , geben.